# Cnemosioma innominata
Cnemosioma innominata là một loài bọ cánh cứng trong họ Cerambycidae.